# Сіверсько-Донецьке БУВР
Сіверсько-Донецьке басейнове управління водних ресурсів (скорочено Сіверсько-Донецьке БУВР) є бюджетною неприбутковою організацією, яка належить до сфери управління центрального органу виконавчої влади, що реалізує державну політику у сфері розвитку водного господарства та гідротехнічної меліорації земель, управління, використання та відтворення поверхневих водних ресурсів — Державного агентства водних ресурсів України (скорочено — Держводагентство).

## Загальна інформація

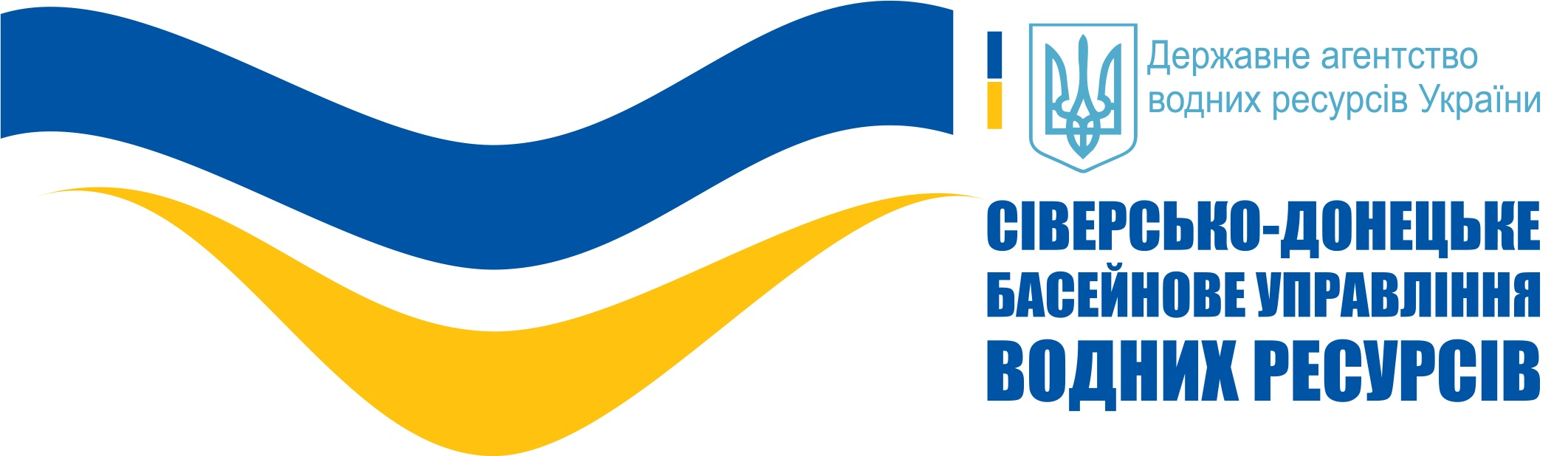
Логотип Сіверсько-Донецького БУВР

Сіверсько-Донецьке басейнове управління водних ресурсів здійснює діяльність у межах суббасейну Сіверського Дінця та суббасейну нижнього Дону району басейну річки Дон (крім тимчасово окупованої території) з управління водними ресурсами та забезпечує реалізацію державної політики у сфері водного господарства та гідротехнічної меліорації земель у межах Донецької області (крім тимчасово окупованої території).

## Основні завдання
У межах суббасейну Сіверського Дінця та суббасейну нижнього Дону району басейну річки Дон (крім тимчасово окупованої території:
- спрямування та координація діяльності організацій, що належать до сфери управління Держводагентства (регіональних офісів у Харківській і Луганській областях), у частині впровадження інтегрованих підходів в управління водними ресурсами за басейновим принципом;
- розробка планів управління відповідних суббасейнів[2][3][4];
- організація роботи басейнової ради Сіверського Дінця та нижнього Дону[2][5];
- розробка водогосподарських балансів;
- участь у вирішенні питань, пов'язаних з міжбасейновим розподілом стоку річок;
- координація заходів з екологічного оздоровлення поверхневих вод;
- узагальнення та аналіз результатів державного обліку використання водних ресурсів для наповнення державного водного кадастру за розділами «Поверхневі водні об'єкти» і «Водокористування»;
- узагальнення та аналіз результатів моніторингу якості вод[6][7][8], розробка оперативних та довгострокових прогнозів змін екологічного стану водних об'єктів[9][10];
- інформування громадськості з питань управління водними ресурсами[11][12][13];
- проведення заходів з популяризації екологічних знань і дбайливого ставлення до водних ресурсів[14][15][16];
- забезпечення відкритості діяльності шляхом взаємодії зі ЗМІ та засобів поширення інформації тощо.

У межах Донецької області (крім тимчасово окупованої території):
- участь у виконанні державних цільових програм з питань водного господарства, гідротехнічної меліорації земель та здійснення заходів, пов'язаних із запобіганням шкідливій дії води ліквідацією її наслідків, включаючи противопаводковий захист сільських населених пунктів;
- участь у забезпеченні задоволення потреб населення і галузей економіки у водних ресурсах;
- розробка пропозицій щодо визначення пріоритетів розвитку водного господарства;
- розробка режимів роботи водосховищ, ставків, водогосподарських систем і каналів та орендованих водних об'єктів;
- надання пропозицій в межах компетенції територіальному органу Держводагентства, в тому числі щодо можливості отримання дозволів на   спецводокористування та погодження нормативів водопостачання;
- проведення моніторингу якості вод та кризового моніторингу водних об'єктів[6][7][8][9];
- здійснення моніторингу підтоплення сільських та селищних населених пунктів, меліоративного стану зрошуваних та осушуваних земель, а також ґрунтів в зонах впливу меліоративних систем;
- ведення державного обліку водокористування;
- взаємодія з басейновими радами нижнього Дніпра та річок Приазов'я;
- розробка довгострокових прогнозів та пропозицій щодо основних напрямів розвитку гідротехнічної меліорації земель та використання меліорованих угідь;
- виконання функції замовника на проектування, будівництво і реконструкцію природоохоронних та інших об'єктів інженерної інфраструктури;
- забезпечення експлуатації державних водогосподарських об'єктів комплексного призначення, міжгосподарських зрошувальних і осушувальних систем тощо[1].

## Басейновий принцип управління
Держводагентство через Сіверсько-Донецьке БУВР здійснює координацію та контроль за діяльністю з питань реалізації державної політики у сфері розвитку водного господарства, управління, використання та відтворення поверхневих водних ресурсів:
- Регіонального офісу водних ресурсів у Харківській області;
- Регіонального офісу водних ресурсів у Луганській області.

## План управління річковим басейном Дону
Плани управління річковими басейнами розробляються та виконуються з метою досягнення екологічних цілей, визначених для кожного району річкового басейну (ст. 132 Водного кодексу України). Порядок розроблення Планів управління річковим басейном затверджено Постановою Кабінету Міністрів України від 18.05.2017 № 336.
Згідно з гідрографічним та водогосподарським районуванням (ст. 131 Водного кодексу України) в Україні встановлено 9 районів річкових басейнів, одним з яких є район басейну річки Дон із суббасейнами Сіверського Дінця та нижнього Дону (накази Мінприроди від 26.01.2017 № 25 та від 03.03.2017 № 103).
Сіверсько-Донецьке басейнове управління водних ресурсів забезпечує процес підготовки Плану управління річковим басейном (ПУРБ) Дону, який розпочато у 2018 році і ведеться відповідно до плану-графіку. План-графік процесу розроблення проєкту Плану управління річковим басейном Дону затверджено наказом Міністерства захисту довкілля та природних ресурсів України від 27.11.2020 № 313.
Впровадження європейських стандартів з управління водними ресурсами шляхом розроблення та реалізації ПУРБ має на меті досягнення доброго екологічного стану вод шляхом вирішення головних водно-екологічних проблем басейну. Прийняття ПУРБ є зобов’язанням України в частині імплементації вимог Водної Рамкової Директиви ЄС. 
Основним елементом ПУРБ є Програма заходів (Розділ 8), яка розробляється з метою вирішення головних водно-екологічних проблем басейну задля досягнення встановлених та закріплених в ПУРБ екологічних цілей, а саме досягнення доброго екологічного і хімічного стану вод, згідно з Водною Рамковою Директивою Європейського Союзу. 
Для суббасейну Сіверського Дінця попередній перелік заходів з урахуванням пропозицій територіальних громад був розроблений у 2021 році за експертної підтримки в рамках проєкту Координатора проектів ОБСЄ в Україні «Підтримка планування управління водними ресурсами на сході України», адаптованим узагальненням якого є публікація «Артерія Донбасу». Наразі він оновлюється та адаптується під нові вимоги часу.

## Державний моніторинг поверхневих вод
Сіверсько-Донецьким басейновим управлінням водних ресурсів державний моніторинг поверхневих вод з 2019 року здійснюється за новими європейськими вимогами у відповідності до Постанови Кабінету Міністрів України від 19.09.2018 № 758 «Про затвердження Порядку здійснення державного моніторингу вод».
Ведення державного моніторингу поверхневих вод в зоні діяльності Сіверсько-Донецького БУВР здійснює Лабораторія моніторингу вод Східного регіону.
Державний моніторинг поверхневих вод складається з діагностичного, операційного та дослідницького моніторингу, що здійснюється за біологічними, фізико-хімічними, хімічними та гідроморфологічними показниками з метою встановлення екологічного стану масивів поверхневих вод.
Здійснення державного моніторингу поверхневих вод за європейськими стандартами є складовою частиною розробки Плану управління річковим басейном (ПУРБ). Визначення екологічного та хімічного стану водних об’єктів за даними державного моніторингу – це своєрідний «діагноз» річки. Саме на його основі формується програма відповідних заходів у Плані управління річковим басейном Дону, спрямованих на досягнення екологічних цілей – доброго екологічного та хімічного стану вод.

## Контактна інформація
Начальник Сіверсько-Донецького БУВР — Сергій Іванович Трофанчук
Тел.-факс (06262) 2-78-94, е-mail: sdbuvr@gmail.com